# ニョロ語
ニョロ語（Runyoro、英: Nyoro language）はウガンダ中西部のブニョロ地方を中心に居住するニョロ人が話す言語である。
ニョロ語はニジェール・コンゴ語族のバントゥー語群に属する言語であり、東アフリカ大湖地方で話される大湖グループの言語の中ではインターラキュストリン・サブグループに分類される。国際標準化機構のISO 639-3言語コードはnyo、エスノローグのSILコードはNYR、ガスリーによるバントゥー諸語分類コードはE12である。
ニョロ語の正書法は1947年に規定された。

## 方言
ニョロ語にはオルニョロ方言とタグウェンダ方言の2つの方言が存在する。

## 標準化
ウガンダでは互いに近い関係にあるニョロ語、ニャンコレ語、キガ語、トーロ語の4つのウガンダ西部の言語をニャキタラ語として標準化することにより当該言語の認知と使用を促そうとする取り組みが1990年頃からなされており、ウガンダの首都カンパラにあるマケレレ大学にはニャキタラ語のコースが設けられている。
ウガンダでは英語が公用語の地位を占める一方で、60以上の言語・方言が母語として話されており、イギリスの植民地時代から特権的な政治的地位を占めてきた最大グループのガンダ語話者ですらウガンダの全人口の約16％しかいない。一方、ニョロ語、ニャンコレ語、キガ語、トーロ語の話者数を合わせると全人口の20％を超える最大グループになる。
4言語を｢統合｣しようとするニャキタラ語形成の動きは、ウガンダ西部のバントゥー系インターラキュストリン・サブグループの政治的勢力が、単一のエスニック集団を形成してウガンダ国内で影響力を獲得しようとする動きを背景としており、政治経済的力学が言語に影響を及ぼす例として注目される。

## 注
1. ↑  アフリカ大湖沼の周辺地域（ウガンダ、ルワンダ、ブルンジ、コンゴキンシャサ）は、大湖地方と呼ばれる。
2. ↑  アフリカ大湖沼に囲まれた地域は、インターラキュストリン(interlacustrine)地域と呼ばれる。